# Carl Jüngst
Carl Ludwig Jüngst (także: Karl, ur. 7 czerwca 1831 w Lingen, zm. 25 września 1918 w Gliwicach) – niemiecki metalurg, zarządca hut na terenie Górnego Śląska.

## Życiorys

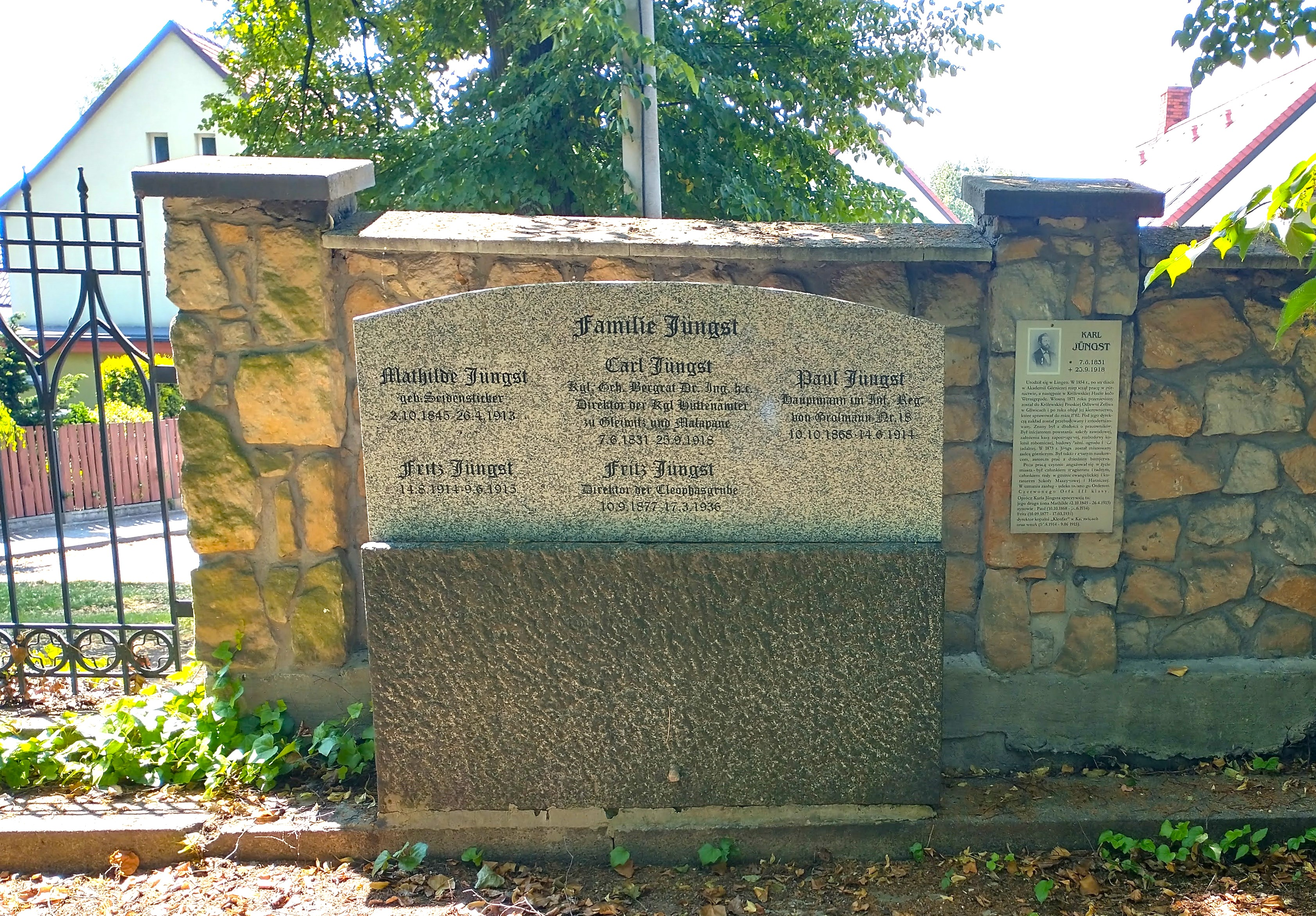
Grób na Cmentarzu Hutniczym w Gliwicach

Wiosną 1854 ukończył szkołę górniczą w Clausthal i rozpoczął pracę w zakładach metalurgicznych w górach Harzu. Odbywał podróże służbowe m.in. do Austrii, Saksonii, Westfalii, Nassau, Siegen, Bawarii i wschodniej Francji. W szczególności zapoznał się z procesem pudlingowania i zajął się problematyką wielkich pieców koksowniczych. W 1866 wyjechał do Prus. Na początku 1871 został zatrudniony jako inspektor hutniczy w gliwickich hutach książęcych. W 1872 mianowano go dyrektorem tych hut, którą to funkcję pełnił przez następne 31 lat. W 1873 został też radcą górniczym, a w 1891 tajnym radcą. Dziełem jego życia była rozbudowa hut gliwickich. Wzniósł odlewnię rur i rozszerzył działalność hut o odlewnię stali i koksownię. W 1902 przeszedł na emeryturę.
Z naukowego punktu widzenia cenne były jego prace o właściwościach mechanicznych żeliwa. Tematykę tę poruszał w publikowanych wykładach i traktatach. W 1869 był jednym z założycieli Związku Niemieckich Odlewni Żeliwa (w 1902 został jego honorowym członkiem). Udzielał się w administracji miejskiej Gliwic jako radny miejski, jak również w protestanckich organach kościelnych jako członek synodu.